# آرماندو جی پارودی
آرماندو خی پارودی (اسپانیایی: Armando J. Parodi‎؛ زادهٔ ۱۶ مارس ۱۹۴۲) زیست‌شناس، دانشمند، زیست‌شیمی‌دان، شیمی‌دان، و پژوهشگر اهل آرژانتین است.